# アギナシ
アギナシ（顎無し、学名:Sagittaria aginashi）は、オモダカ科オモダカ属の抽水性の多年草。

## 形態、生態
葉は根生、発生初期はヘラ状の葉を中心に形成するが、次第に矢尻型の葉をつける。花期は7-10月で、最大100cmになる花茎に、3枚の白い花弁をもつ花が輪生しまばらな穂となる。穂の上部に雄花、下部に雌花、雄花には黄色の雄蕊、雌花には緑色の雌蕊が共に多数ある。果実は翼のある倒卵形。
また夏ごろから、葉柄の基部に大きさ3-6mmほどの小さな塊茎を多数産生する。この塊茎によって栄養繁殖と越冬を行う。

## 分布と生育環境
日本では、北海道、本州、四国、九州に分布し、山間の湖沼や湿地、ため池、放棄水田等に生育する。世界では、朝鮮半島に分布する。

## 類似種
同属のオモダカと類似するが、アギナシは走出枝をつくらず、根元に粒状の塊茎を多数形成する一方で、オモダカは走出枝をだし、その先に塊茎をつける。また、アギナシは、ふつう花茎は葉より高く伸長する。そのほか、オモダカでは矢じり形となる葉の側裂片の先が鋭くとがるのに対して、アギナシでは側裂片の先が微細な円頭となるという特徴もある。
しかし葉の形態には変異が大きく決め手とはなりがたい。また、アギナシは「顎無し」の名の通り、矢じり型でないヘラ状の葉をつけることも多いが、同様の葉はオモダカでも見られるため、ヘラ状の葉の有無では区別できない。

## 保全状況評価
準絶滅危惧（NT）（環境省レッドリスト）
（2019年、環境省）

## ギャラリー

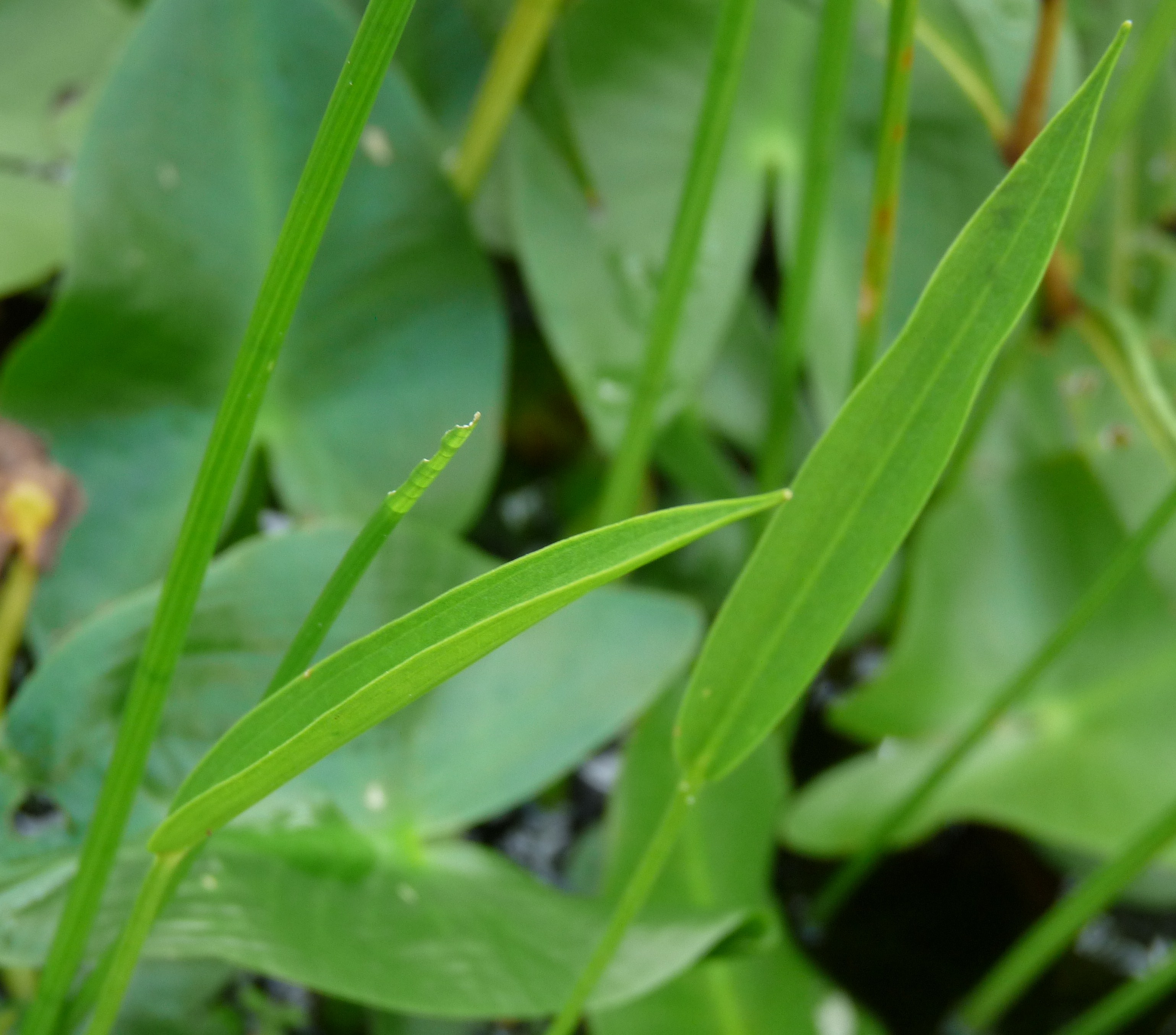
発生初期にみられるヘラ状の葉。
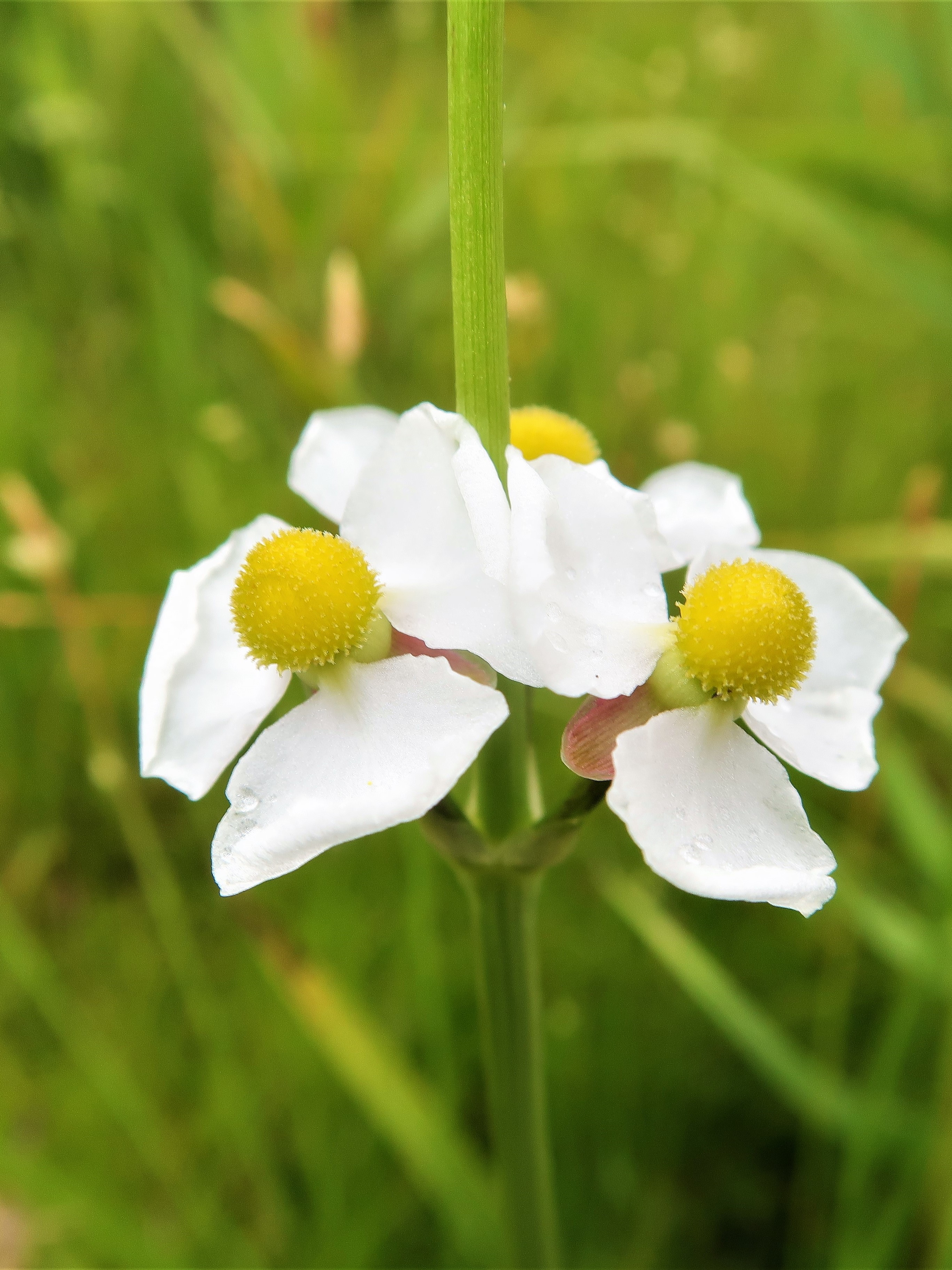
花序の下部につく雌花。
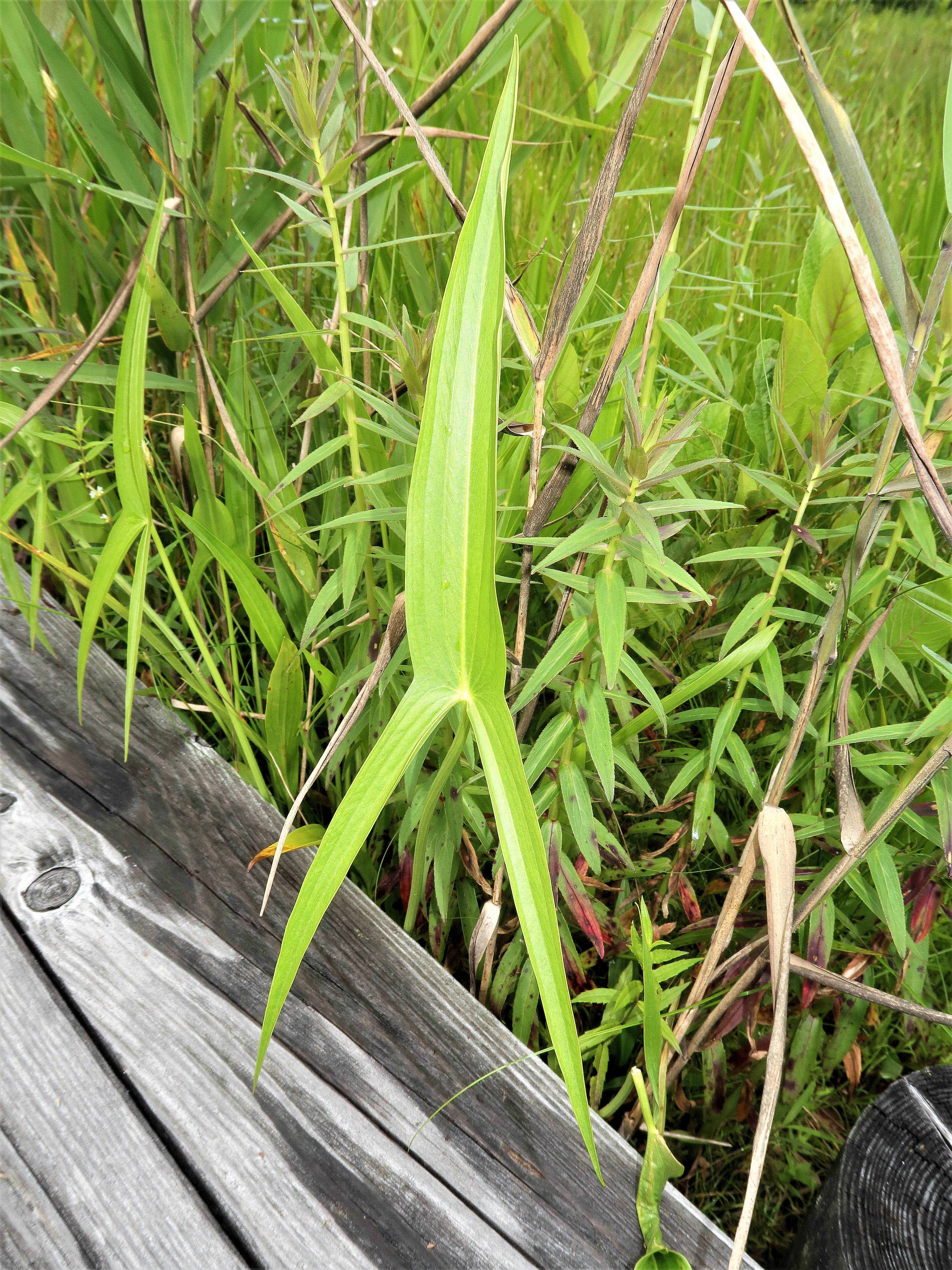
葉身は矢じり形で長さ35cmに達し、側裂片は頂裂片より細く短い。
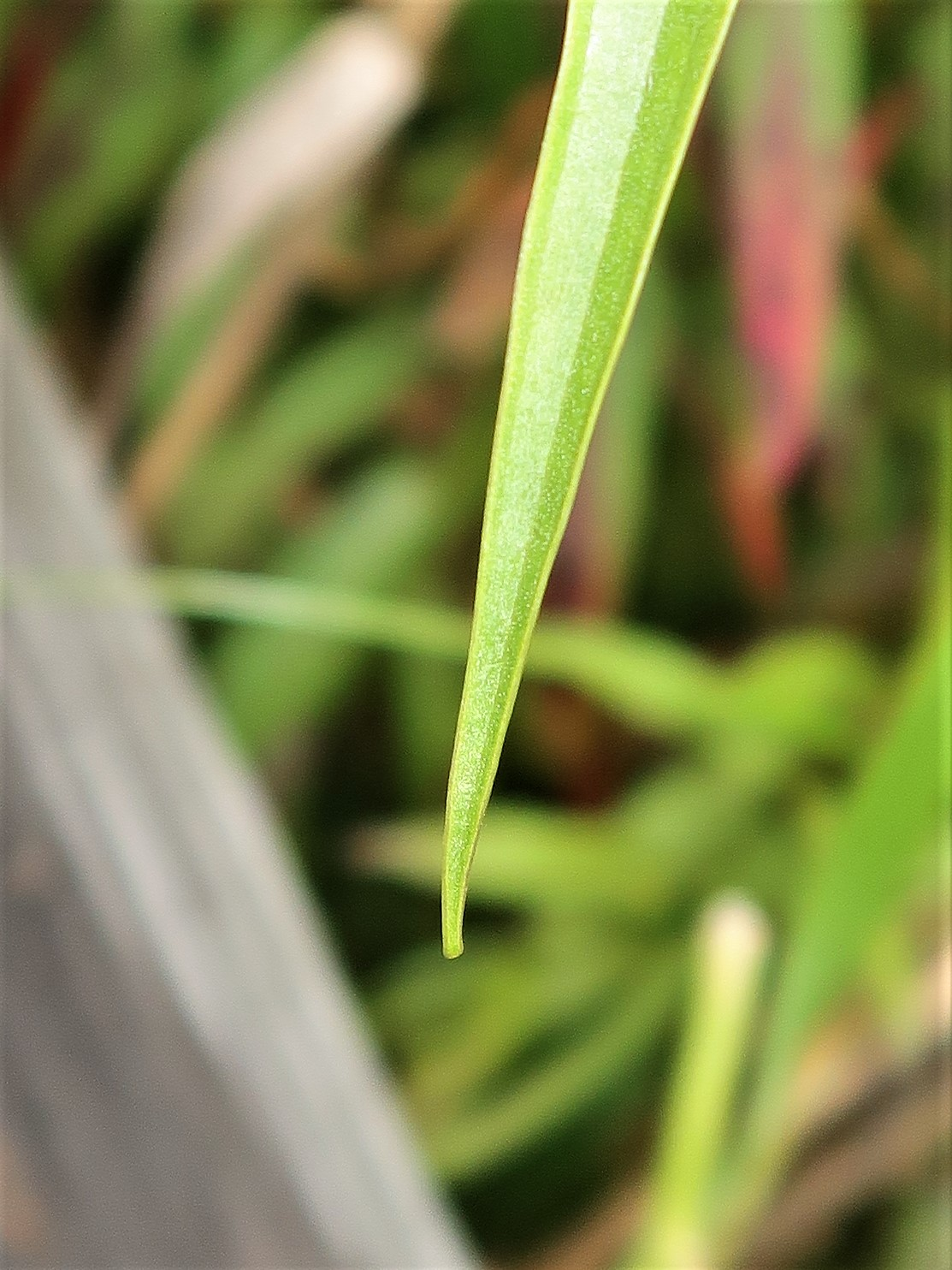
側裂片の先が微細な円頭となる。